# Котор Варош (община)
Община Котор Варош (на сръбски: Општина Котор Варош) е разположена в Република Сръбска, част от Босна и Херцеговина. Неин административен център е град Котор Варош. Общата площ на общината е 545.49 км2. Населението ѝ през 2004 година е 20 025 души. През 1991 г. е възлизало на 36 853 души, а през 2013 г. – на 22 001 души.